# Meierijstad
Meierijstad es un municipio de la provincia de Brabante Septentrional en los Países Bajos, dentro de la bailía de Bolduque. Fue creado el 1 de enero de 2017 al fusionarse los antiguos municipios de Sint-Oedenrode, Schijndel y Veghel, que a su vez en 1994 se había fusionado con Erp. Con una superficie de 185,52 km², de los que 1,42 km² ocupados por el agua, el 30 de abril de 2017 contaba con una población de 79.980 habitantes, lo que supone una densidad de 434 h/km². 
Las oficinas municipales se encuentran en Veghel, el núcleo más poblado, con algo más de 26 000 habitantes, pero las reuniones del consejo y las recepciones oficiales se celebran en el castillo de Dommelrode, en Sint-Oedenrode, antigua ciudad con derechos de libertad.

## Galería de imágenes

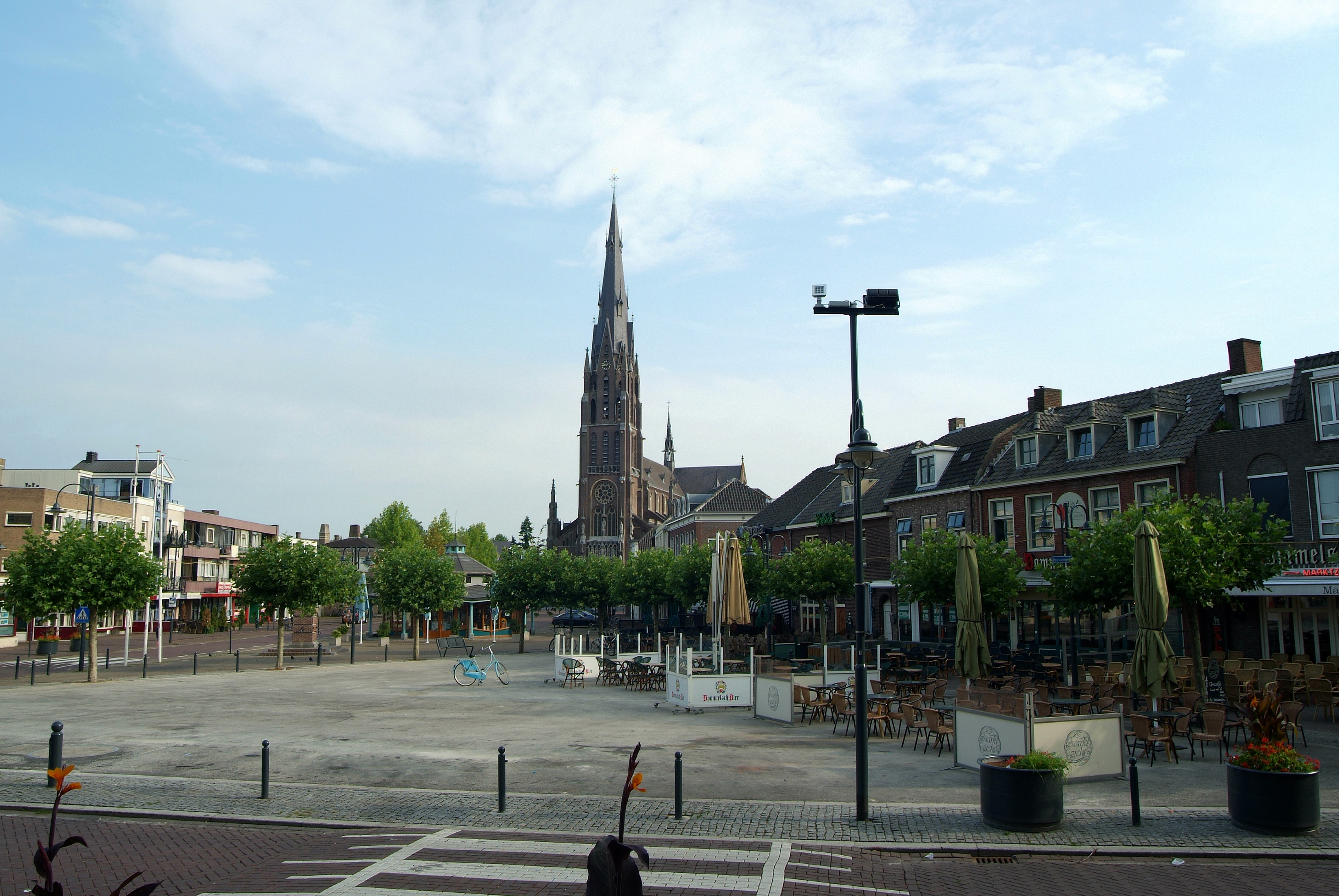
Veghel, plaza del mercado con la iglesia de San Lamberto
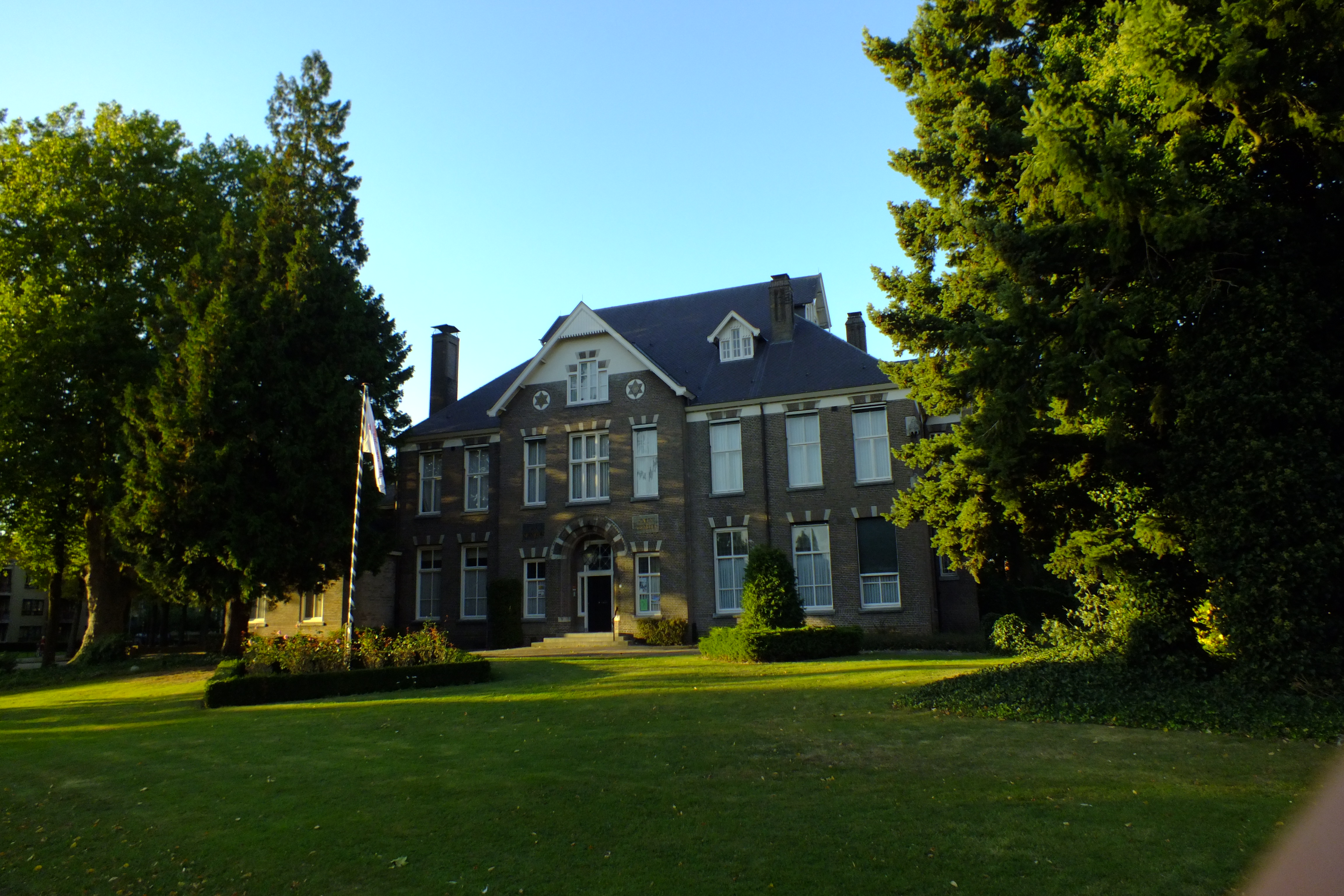
Veghel, casa del pastor, proyectada por Joseph Cuypers y Jan Stuyt
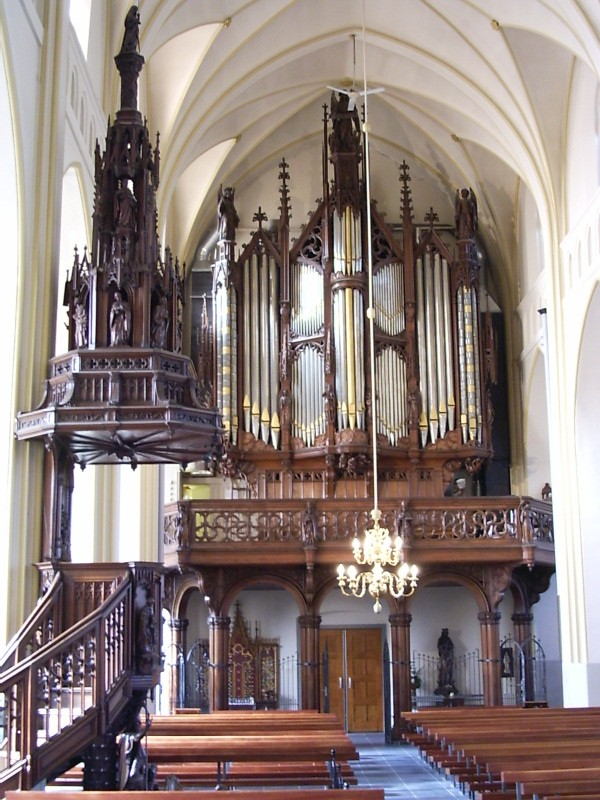
Schijndel, interior de la Sint-Servantiuskerk
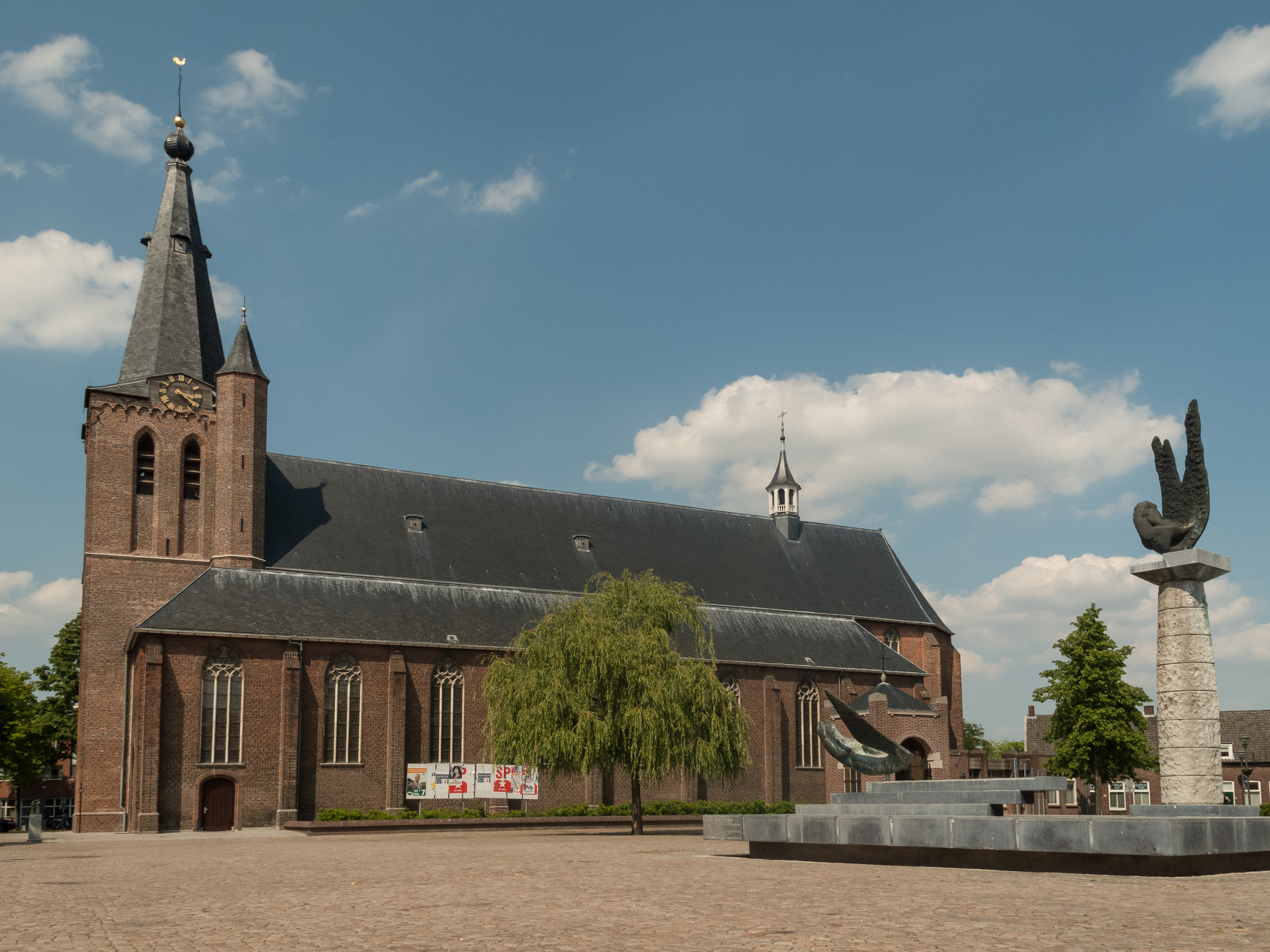
Schijndel, iglesia: Sint Servatiuskerk
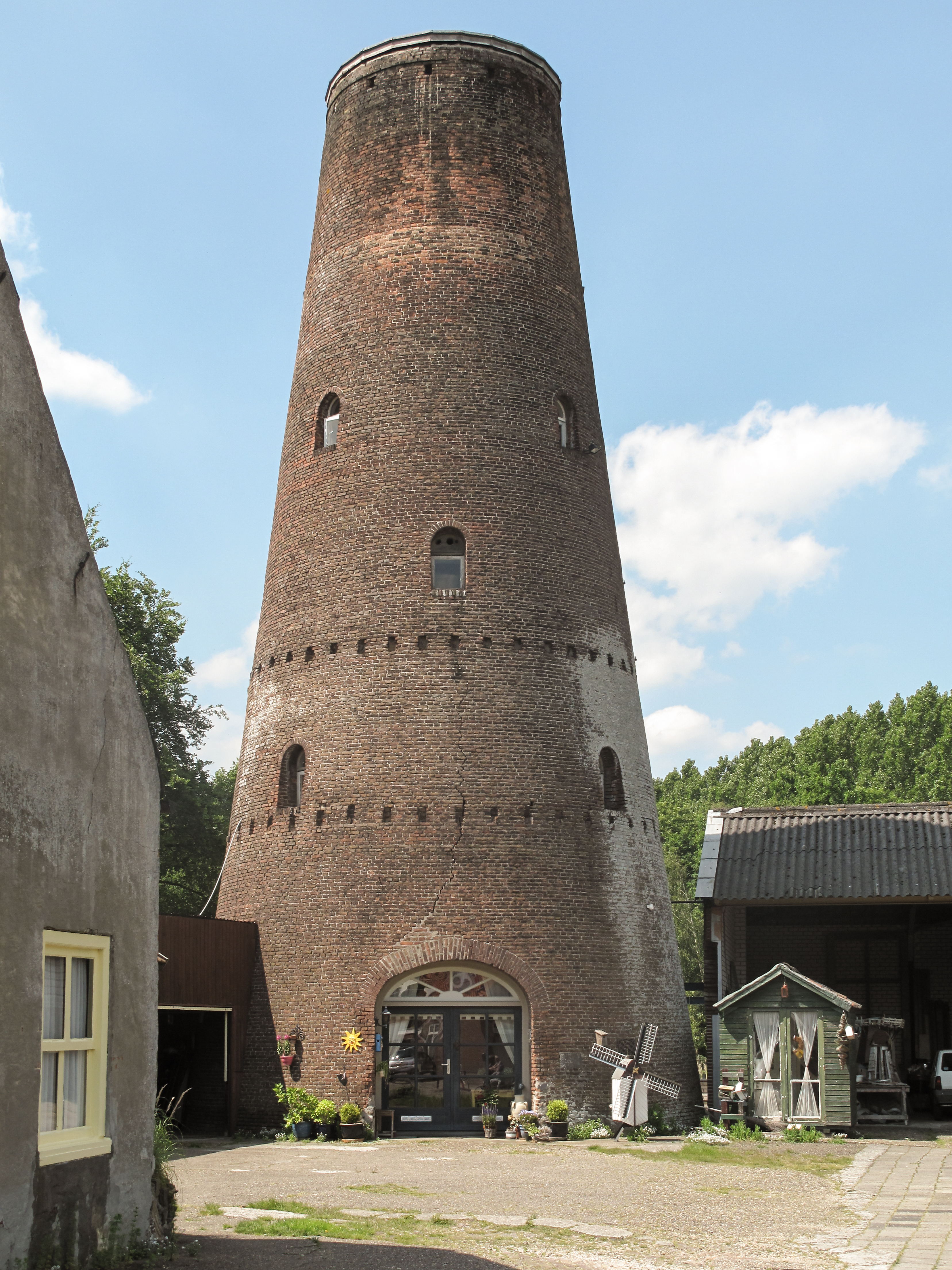
Sint Oedenrode, viejo molino
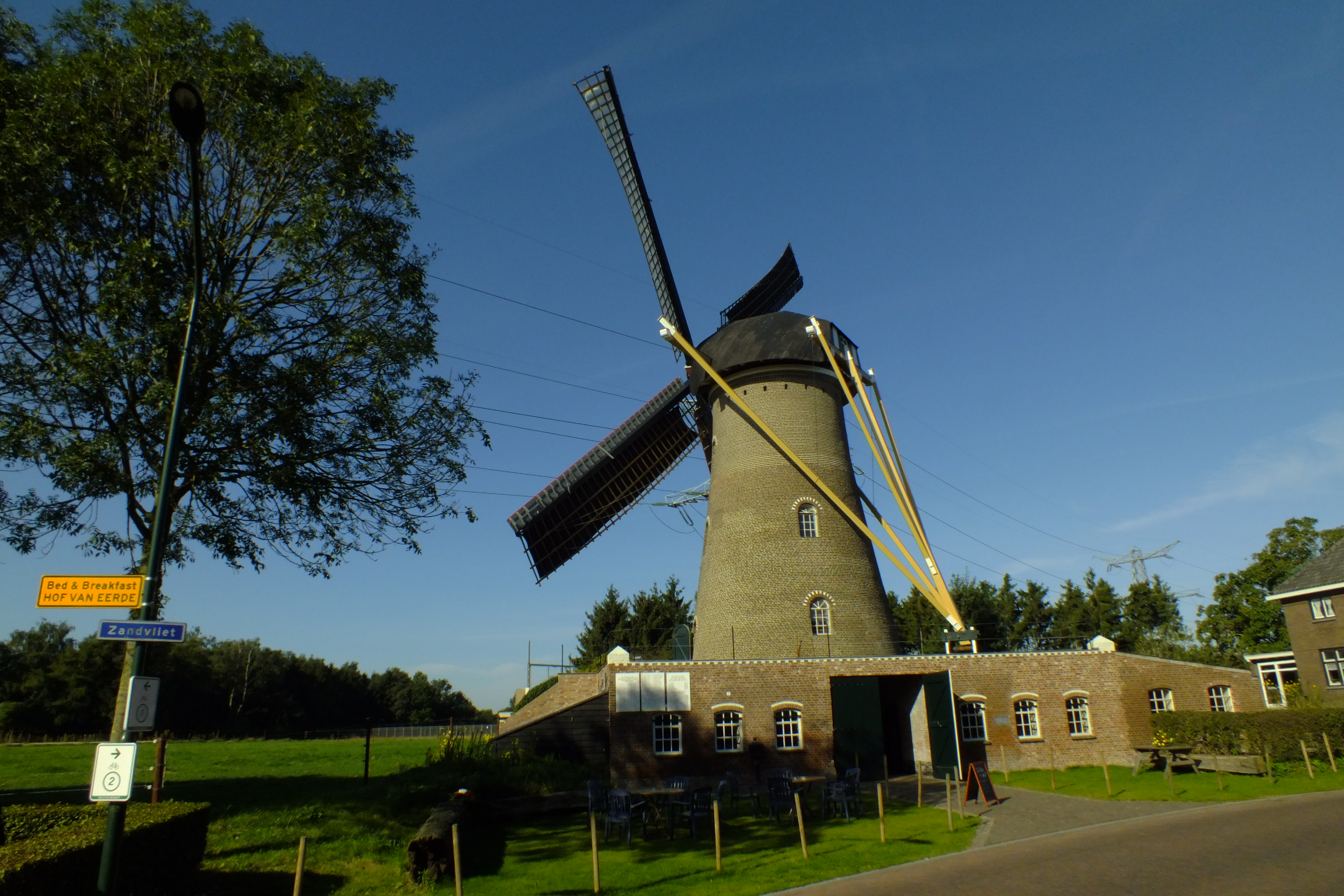
Sint-Antoniusmolen, molino de pólder en Eerde